# Коберт, Рудольф
Рудольф Эдвард Коберт (нем. Rudolf Eduard Kobert; 3 января 1854, Биттерфельд — 27 декабря 1918, Росток) — немецкий историк медицины, фармаколог и токсиколог, учёный, педагог.

## Биография
Изучал медицину в Галле. В 1877 году там же защитил диссертацию на соискание доктора фармакологии. Работал в клинике, у ведущих специалистов в Галле и Страсбурге.
В 1886 году назначен профессором фармакологии, диетологии и истории медицины медицинского факультета Дерптского университета. В 1896 году снял с себя полномочия профессора ввиду начавшейся «русификации» университета. В 1896—1899 годах — руководитель санаторными учреждениями Германа Бремера в Гёберсдорфе. С 1899 года — профессор фармакологии, физиологической химии и медицинской истории в университете Ростока.
Рудольф Эдвард Коберт умер 27 декабря 1918 года в Ростоке.

## Научные труды
Научные публикации по фармакологическим и токсикологическим вопросам:
- Beiträge zur Terpentinölwirkung. — 1877.
- Beiträge zur Kenntnis der Saponinsubstanzen für Naturforscher, Ärzte, Medizinalbeamte. — Stuttgart : Enke, 1904.
- Lehrbuch der Intoxikationen. 2., durchweg neubearb. Aufl. Enke
  - 1. Allgemeiner Teil. 1902
  - 2. Spezieller Teil. 1906
- Einige Notizen über die Bedeutung und den biologischen Nachweis von vegetabilischen Agglutininen und Hämolysinen. Parey, Berlin 1909
- Über Amanita phalloides. 1911.
- Über kieselsäurehaltige Heilmittel, insonderheit bei Tuberkulose. — Rostock : Warkentien, 1918.
- Beiträge zur Kenntnis der vegetabilischen Hämagglutinine : eine auf Veranlassung der Königl. Bayerischen Akademie der Wissenschaften ausgeführte und durch Verleihung des Liebigstipendiums unterstützte Experimentaluntersuchung. — Berlin : Parey, 1913.
- Kleine Mitteilungen. 1916.
- Aus der Geschichte der Tollkirsche und der Pupillenerweiterung durch Gifte. — 1920.

## Ученики
Самый известный ученик — русский врач Антон Фомич Каковский, который работал несколько лет в лаборатории Ростокского университета под руководством Коберта и подготовил диссертацию на соискание степени доктора медицины. В дальнейшем, А. Ф. Каковский предложил пробу для исследования мочи, которая используется и поныне (проба Каковского - Аддиса).